# George Mallet

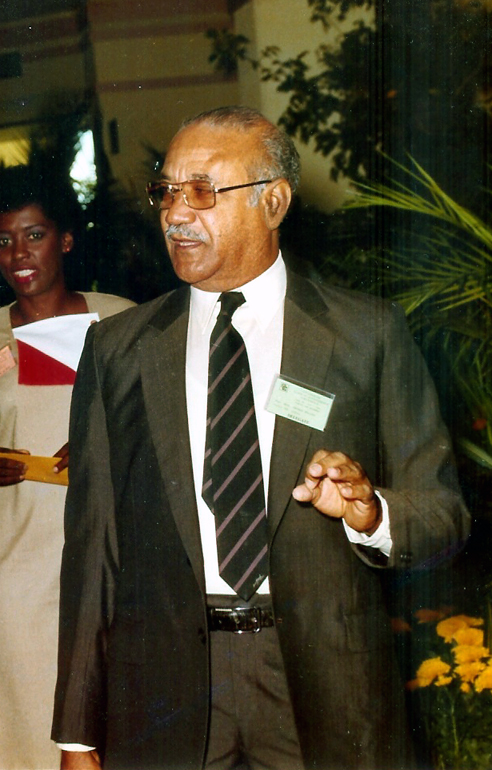
Sir George Mallet

Sir George Mallet GCSL GCMG CBE (* 24. Juli 1923 in Castries, St. Lucia; † 20. Oktober 2010 ebenda) war ein Politiker und Generalgouverneur von St. Lucia.

## Biografie
Mallet wurde 1958 bei einer Nachwahl (By-election) zum Mitglied des Versammlungshauses (House of Assembly) gewählt und vertrat dort bis 1996 den Wahlkreis von Central Castries. Ende der 1950er Jahre gewann er zunehmend an Bedeutung als Politiker und setzte sich für eine Souveränität St. Lucias vom Vereinigten Königreich ein. Zwischen 1958 und 1961 war er das einzige Oppositionsmitglied in der zehnköpfigen Legislative.
1964 bildete er mit John Compton eine Allianz aus zwei oppositionellen Parteien, die zur Gründung der United Workers Party führte, der bestimmenden politischen Kraft St. Lucias über viele Jahre.
In der 1964 gebildeten Regierung von Chefminister Compton wurde Mallet nicht nur Stellvertreter Comptons, sondern auch Minister für Tourismus, Handel und Industrie. Dieses Amt behielt er bis Juli 1979, als die UWP bei den ersten Parlamentswahlen nach der Unabhängigkeit am 22. Februar 1979 eine Niederlage erlitt.
Die Ämter des Stellvertretenden Premierministers und Ministers für Tourismus, Handel und Industrie hatte er erneut von Mai 1982 bis 1992 inne. Im Anschluss war er von 1992 bis 1996 Minister für Auswärtige Angelegenheiten, Inneres sowie weiterhin Handels- und Industrieminister.
Am 1. Juni 1996 wurde er als Nachfolger von Sir Stanislaus A. James zum Generalgouverneur von St. Lucia ernannt und von Königin Elisabeth II. zum Knight Grand Cross des Order of St. Michael and St. George ernannt. Er führte fortan den Namenszusatz „Sir“. Das Amt des Generalgouverneurs bekleidete er jedoch nur etwas mehr als ein Jahr bis zu seiner Ablösung durch Pearlette Louisy am 17. September 1997.